# Hydrops caesurus
Hydrops caesurus là một loài rắn trong họ Rắn nước. Loài này được Scrocchi, Ferreira, Giraudo, Avila & Motte mô tả khoa học đầu tiên năm 2005.